# (3785) Kitami
(3785) Kitami (1986 WM) – planetoida z pasa głównego asteroid okrążająca Słońce w ciągu 5,81 lat w średniej odległości 3,23 j.a. Odkrył ją Tsutomu Seki 30 listopada 1986 roku.